# Татарская государственная филармония имени Габдуллы Тукая
Татарская государственная филармония имени Габдуллы Тукая (тат. Габдулла Тукай исемендәге Татар дәүләт филармониясе) — крупнейшая концертная организация в Казани, Республики Татарстан. Названа в честь татарского народного поэта, публициста и общественного деятеля — Габдуллы Тукая.

## История филармонии
21 августа 1937 — была основана Татарская филармонии, её директором стал Л. Галеев, сразу же им был подписан приказ о создании симфонического оркестра при филармонии. Создание оркестра должно было коренным образом изменить уровень музыкальной культуры и мировоззрение в молодой республике. В постановление № 1383 СНК Татарской АССР постановил: закрепить дома: № 15, 17, 74 по улице Кирова и утвердить устав самой филармонии.
С 1937—1941 гг. также были созданы такие коллективы как: кабинет татарского фольклора, государственная хоровая капелла, оркестр татарских народных инструментов (который был расформирован к 1941 году) и эстрадно-концертный отдел, который уже в годы Великой Отечественной войны дал более 1700 концертов в воинских частях и госпиталях республики, из них — 60 тружеников филармонии, выступали с программами на разных фронтах сил РККА
1946 — филармония, проявила себя как социокультурное явление музыкально-просветительного процесса и в связи с юбилейной датой, 60-лет со дня рождения великого поэта Габдуллы Тукая, филармонии было присвоено, его имя.
1948 — композитор А. С. Ключарёв, замечает недавно переехавший коллектив джаза из Шанхая. Его руководителем был Лундстрем Олег Леонидович. В 1950 году создается эстрадно-джазовый оркестр, на базе Татарской государственной филармонии.

## Коллективы филармонии сегодня
- Филармонический музыкально-литературный лекторий под руководством народного артиста РТ — Владимира Михайловича Васильева.
- Государственный оркестр народных инструментов РТ под руководством народного артиста РФ — Анатолия Ивановича Шутикова.
- Филармонический джаз-оркестр РТ (преемник — Государственного камерного оркестра джазовой музыки имени Олега Лундстрема[3]) под руководством — заслуженного артиста РТ Сергея Леонидовича Васильева.
- Государственный ансамбль фольклорной музыки РТ под руководством заслуженного артиста РФ, народного артиста РТ — Айдара Фатхрахмановича Файзрахманова.

## Награды
- Благодарность Президента Российской Федерации (29 июня 2018 года) — за заслуги в развитии отечественной культуры и искусства, многолетнюю плодотворную деятельность[4].